# Sawiskera (księżyc)
Sawiskera, pełna nazwa (88611) Teharonhiawako I Sawiskera – księżyc planetoidy transneptunowej (88611) Teharonhiawako.

## Odkrycie i nazwa
Sawiskera został odkryty 11 października 2001 roku na podstawie obserwacji wykonanych przez D.J. Osipa i S.M. Burlesa za pomocą Baade Telescope na Las Campanas w Chile. Odkrycie ogłoszono 15 października 2001 roku. Następnie nadano mu prowizoryczne oznaczenie S/2001 (88611) 1. W 2007 roku nadano mu nazwę Sawiskera, pochodzącą od łowcy z mitologii Irokezów.

## Orbita i właściwości fizyczne
Z racji zbliżonych rozmiarów Teharonhiawako i Sawiskera powinny być uważane za obiekt podwójny.
Sawiskera ma średnicę ok. 129 km i krąży ruchem wstecznym wraz z większym składnikiem wokół wspólnego środka masy w czasie ok. 829 dni po orbicie o mimośrodzie ok. 0,25.